# Rubus reticulatus
Rubus reticulatus är en rosväxtart som beskrevs av Nathaniel Wallich. Rubus reticulatus ingår i släktet rubusar, och familjen rosväxter. Inga underarter finns listade i Catalogue of Life.